# Wabiské
Wabiské (ou Ouabiské) est une localité du Cameroun située dans le canton de Limani, dans la commune de Mora, dans le département du Mayo-Sava et la région de l'Extrême-Nord.  

## Géographie
Wabiské se situe à l'extrême nord du département, à 25km au Nord de Mora, à la limite de la frontière avec le Nigeria et à proximité du Parc national de Waza. La localité est accessible directement depuis Mora par la route N1.

## Population
En 1967, on comptait 45 personnes dans la localité.
Lors du recensement de 2005, 233 personnes y ont été dénombrées, dont 120 hommes et 113 femmes.

### Ethnies
On trouve à Wabiské des populations arabes Choa.